# Lise Thiry
Lise Thiry (Liegi, 5 febbraio 1921 – Waterloo, 16 gennaio 2024) è stata una biologa e virologa belga, impegnata in politica e attivista vallone. Ideologicamente progressista, sostenne molte cause come il femminismo, la difesa della medicina sociale, il sostegno alle vittime dell'AIDS e il sostegno ai richiedenti asilo. Fu la "madrina" della richiedente asilo nigeriana Semira Adamu, la cui morte nel settembre 1998 fece scalpore in Belgio.
Fu votata come una delle 100 migliori belghe in un programma televisivo sul canale pubblico belga francofono RTBF. Morì all'età di 102 anni.

## Biografia
Lise Thiry nacque il 5 febbraio 1921 a Liegi. Figlia del senatore Marcel Thiry che fu anche scrittore e poeta, che la incoraggiò a intraprendere studi scientifici. Studiò medicina durante la seconda guerra mondiale in un momento in cui, di fronte alla mancanza di medici e infermieri, gli studenti erano direttamente coinvolti. Al termine degli studi, nel 1946, fu una delle tre donne laureate in medicina all'Università di Liegi su un totale di 140 studenti.

### Carriera scientifica
Nel 1947 entrò a far parte dell'Institut Pasteur di Bruxelles come ricercatrice, dove si specializzò in virologia e microbiologia. Nel 1952 vi creò il laboratorio di virologia che sviluppò tecniche diagnostiche ed eseguì analisi virologiche e sierologiche per ospedali e laboratori clinici. Il laboratorio lavorò su un gran numero di virus (morbillo, scarlattina, parotite, varicella, poliomielite, influenza, RSV o adenovirus).

### AIDS
Nel 1983, Lise Thiry istituì, sempre all'Istituto Pasteur, un dipartimento per studiare l'AIDS, apparso pochi anni prima. Il suo laboratorio fu in grado di isolare l'HIV da campioni ospedalieri e quindi di formulare la diagnosi. Nel 1985, Lise Thiry identificò il virus dell'HIV in campioni di latte materno di Kigali, spiegando così la trasmissione dell'AIDS da madre a figlio. Nel 1988, il laboratorio per l'AIDS sviluppò un test per l'identificazione del provirus HIV-1 nei linfociti, che rappresentò un miglioramento nella diagnosi. Nello stesso anno il laboratorio venne riconosciuto anche come centro di riferimento nazionale.
Lise Thiry fu co-fondatrice nel 1969 del Gruppo di Studio per una Riforma della Medicina (GERM) e fu consulente di vari ministri della sanità pubblica dagli anni '80.

### Impegno politico
Nel 1973, Lise Thiry iniziò ad essere un'attivista del Partito Socialista. La sua lotta principale come donna e come medico fu la lotta per la depenalizzazione dell'aborto. Nel 1985 venne cooptata al Senato ed ebbe il titolo di Donna dell'anno. Nel 1990 partecipò a una commissione incaricata di valutare gli effetti della nuova legge sull'interruzione volontaria di gravidanza, di cui fu una degli estensori.
Alle elezioni europee del giugno 1994 è stata in testa alla lista della Sinistra Unita, che non ottenne alcun seggio.
Si batté per i diritti degli stranieri in situazione irregolare. Fu la "madrina" di Semira Adamu, la giovane nigeriana soffocata dai gendarmi belgi incaricati della sua deportazione nel 1998 e la cui morte, che suscitò grande indignazione in Belgio, provocò le dimissioni dell'allora ministro dell'Interno, Louis Tobback.
Lise Thiry partecipò a tutte le manifestazioni e sostenne le petizioni delle associazioni a favore dei clandestini. Durante l'applicazione della legge sulla regolarizzazione degli "immigrati irregolari" (2000), rappresentò una ONG in una delle camere della commissione per la regolarizzazione degli stranieri in situazione irregolare. Nel suo libro Conversazioni con gli immigrati illegali, pubblicato nel 2002, offrì un altro sguardo sull'immigrazione: attraverso estratti di conversazioni e dibattiti svolti all'interno di questa commissione, riportò le esperienze dei richiedenti asilo in Belgio.
Nel 2005, in occasione del ritiro delle truppe israeliane dalla Striscia di Gaza, lei e altre cinque donne del personale medico presero parte a una visita per valutare e testimoniare i bisogni sanitari dei palestinesi.
Delusa dall'evoluzione istituzionale del Belgio, nel 2012 si candidò nelle liste del Rassemblement Wallonie-France. Nel gennaio 2014 chiese di votare per la lista PTB-GO (Partito Laburista Belga – Apertura a Sinistra).

### Morte
Thiry festeggiò i 100 anni nel febbraio 2021. Morì a Waterloo il 16 gennaio 2024, all'età di 102 anni.

## Opere
Oltre ai suoi lavori scientifici, Lise Thiry pubblicò anche diversi libri per il grande pubblico:
- Marcopolette (Mémoires 1921-1977), Bruxelles, Les Éperonniers, 1997
- Tutoyer les viruses, Bruxelles, Labor, 1993
- Conversations avec des clandestins, Cuesmes, Le Cerisier, 2002 ISBN 978-2-87267-064-2
- Dessine-moi un virus, Conversation avec Janine Lambotte, Bruxelles, Racine, coll. "Paroles de femme", 2004.
- La science et le chercheur: les chemins du doute, éditions Labor/Espace de Libertés, coll. "Liberté j'écris ton nom", Bruxelles, 2004 ISBN 978-2-8040-1996-9
- Autour d'Os d'Ishango, 2005
- Des virus et des hommes: un demi siècle d'engagement, (insieme a Carmelo Virone), Charleroi, Couleurs livres, 2012 ISBN 978-2-87003-602-0

## Premi e riconoscimenti
- 1985 - Donna dell'anno in Belgio.[7][12]
- 2001 - Commendatore vallone al merito (C.M.W.).[6]
- 2005 - "Crystal Woman".[8][12]
- 2007 - francobollo belga da 70 centesimi con il ritratto di Lise Thiry e un'illustrazione del virus dell'AIDS.[17]
- 2019 - L'Université libre de Bruxelles dà il suo nome a un nuovo edificio all'interno del campus Erasmus[18]